# Den Masuriske Landskabspark
Den Masuriske Landskabspark (polsk: Mazurski Park Krajobrazowy) er en Landskabspark (en) i voivodskabet Warmińsko-mazurskie, i det nordlige Polen, og en af de største landskabsparker i Polen.
Det blev etableret i 1977 og er et Natura 2000-område under EU.

## Geografi
Landskabsparken beskytter et område på 536,55 km² i det Masuriske søområde.
Parken ligger i Warmian-Masurian Voivodeship, i følgende Powiater og Gmiaer (amter og kommuner):
- Powiat Mrągowo — Gmina Mikołajki, Gmina Mrągowo, og Gmina Piecki
- Powiat Pisz — Gmina Pisz, Gmina Orzysz og Gmina Ruciane-Nida
- Powiat Szczytno — Gmina Świętajno

### Søer og reservater
Parken indeholder den største polske sø kaldet Śniardwy, med et areal på 114,16 km² sammen med søerne Kaczerajno og Seksty. Andre større søer omfatter Bełdany (9,41 km²), Mokre (8,15 km²), Łuknajno (6,92 km²), Mikołajskie (4,98 km²), Warnołty (4,65 km²) og Zdrużno (2,52 km²). Der er også over 20 mindre dystrofisk søer i Krutynia-flodbassinet.
I landskabsparken er der 11 naturreservater, inklusive Łuknajno-søen, et Ramsar-sted som også er udpeget til biosfærereservat af UNESCO, på grund af den unikke biodiversitet af fugle.

## Generelle oplysninger
- Samlet areal: 536,55 km²
- Skovområde: 290 km²
- Vandområde (floder og søer): 180 km²
- Beskyttet område: 186,08 km²
- Antal bebyggelser: 29
- Antal fastboende: ca. 4.800 mennesker

## References
1. ↑  "Mazurski Park Krajobrazowy Landscape Park". protectedplanet.net. Arkiveret fra originalen 16. juni 2012. Hentet 28. december 2023.
2. 1 2  (polsk) Mazurski Park Krajobrazowy, at www.mazury.info.pl